# Begur
Begur (katalánsky) či Bagur (španělsky) je městečko, které se nachází na Costa Brava v autonomním společenství Katalánsko na severovýchodě Španělska. Patří k provincii Girona.
Begur je v létě oblíbeným střediskem. Na rozloze 20,7 km² zde žije jen přibližně 4 200 obyvatel, avšak během tří letních měsíců navštíví město přes 40 tisíc turistů. V centru města se dochovaly románské památky.

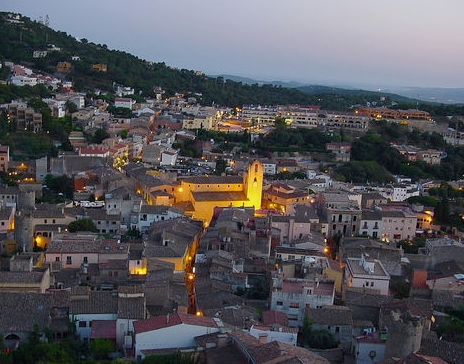
Večerní Begur